# Sán bã trầu
Fasciolopsis (/ˌfæʃiˈlɒpss/ hay /fəˌʃaɪ.ˈlɒpss/) là một chi động vật. 
Chỉ có một loài được công nhận: Fasciolopsis buski, trong tiếng Việt gọi là sán bã trầu.

## Fasciolopsis buski

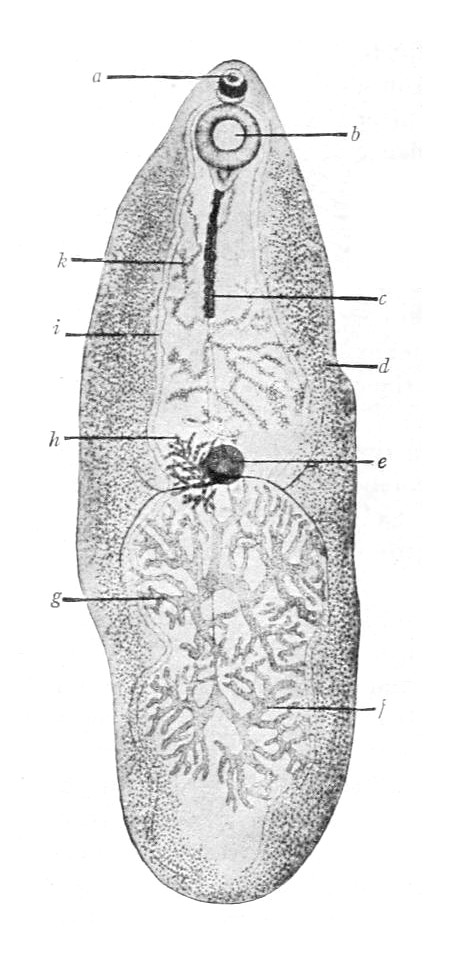
Giải phẫu chung của sán bã trầu.

Đây là một loài ký sinh trùng đáng chú ý có tầm quan trọng về y tế ở người và tầm quan trọng thú y ở lợn. Nó là loài ký sinh trùng phổ biến ở người và lợn và là phổ biến nhất ở miền Nam và Đông Nam Á. Sán bã trầu khác với hầu hết các loài sán sống ký sinh ở các loài động vật có vú lớn ở chỗ chúng sống trong ruột chứ không phải là gan như các loài Fasciola. Fasciolopsis buski thường xâm chiếm khu vực trên của ruột non, nhưng trong nhiễm nặng chúng cũng có thể được tìm thấy trong dạ dày và vùng dưới của ruột. Fasciolopsis buski là nguyên nhân của tình trạng bệnh lý bệnh sán lá ruột lợn (fasciolopsiasis).
Tại London, George Busk lần đầu mô tả Fasciolopsis buski vào năm 1843 sau khi tìm thấy nó trong tá tràng của một thủy thủ. Sau nhiều năm nghiên cứu và tự thử nghiệm cẩn thận, năm 1925, Claude Heman Barlow đã xác định vòng đời của chúng trong con người.
Sán bã trầu có tên khoa học là Fasiolopsis buski. Kích thước dài 2– 5 cm, rộng 8-20mm, dày 0,5-3mm. Đối tượng là người và lợn (ký sinh ở tá tràng người và ruột non lợn). Lây nhiễm qua đường tiêu hóa. Vật chủ trung gian là ốc gạo, ốc mút. Cơ quan sinh dục phát triển.
Cách tiêu diệt là uống thuốc tẩy sán.

## Cách phòng tránh
- Rửa rau sạch hoặc nấu chín khi ăn.
- Vệ sinh môi trường.
- Ăn chín uống sôi.
- Vệ sinh sạch sẽ.
- Tẩy sán 6 tháng 1 lần.